# الإسلام في شكالوف (أورنبرج)
وصلها الإسلام عن طريق التتار والكراخ، وكانت هذه المنطقة ممراً ومعبراً للهجرات، فعبرتها شعوب مسلمة إلى شرقي أوروبا، وخضعت لحكم التتار واستقر بها بعضهم، وانتشر الإسلام يها قبل استيلاء قياصرة الروس عليها، ومرت بنفس الظروف التي تعرض لها المسلمون في ظل الحكم الروسي، وعندما بدأت الثورة الشيوعية كانت مدينة أورنبرج من أفضل المدن الإسلامية بروسيا، واشتهرت بطباعة الكتب الإسلامية، وعقد بها المؤتمر الأول للقيرغيز (الكراخ) في سنة (1236 هـ - 1917 م) وناقش المؤتمرون الحكم الذاتي، واستخدام لغة القيرغيز في التعليم والمحاكم والإدارة، كما عقد المؤتمر الثاني للقيرغيز في نفس السنة وناقش المؤتمرالوحدة بينهم وبين التتار وطالبوا بتكوين هيئة دينية منفصلة عن الهيئة الدينية بمدينة أوفا، كما طالبوا بالاتحاد الفيدرالي كنوع من الاستقلال بشخصيتها الأسلامية، وعندما استولى السوفيات على حكم المنطقة أدمجوها في جمهورية روسيا الاتحادية، وحاربوا الدين الإسلامي، وهدموا المؤسسات الإسلامية، ومنحوا إدارة دينية رمزية في مدينة أوفا، وتقدر نسبة المسلمين بين سكان أورنبرج بحوالي 50 % أي أن عددهم حوالي مليون نسمة.

## المصدر
- الأقليات المسلمة في آسيا وأستراليا – سيد عبد المجيد بكر.